# GP Nommay

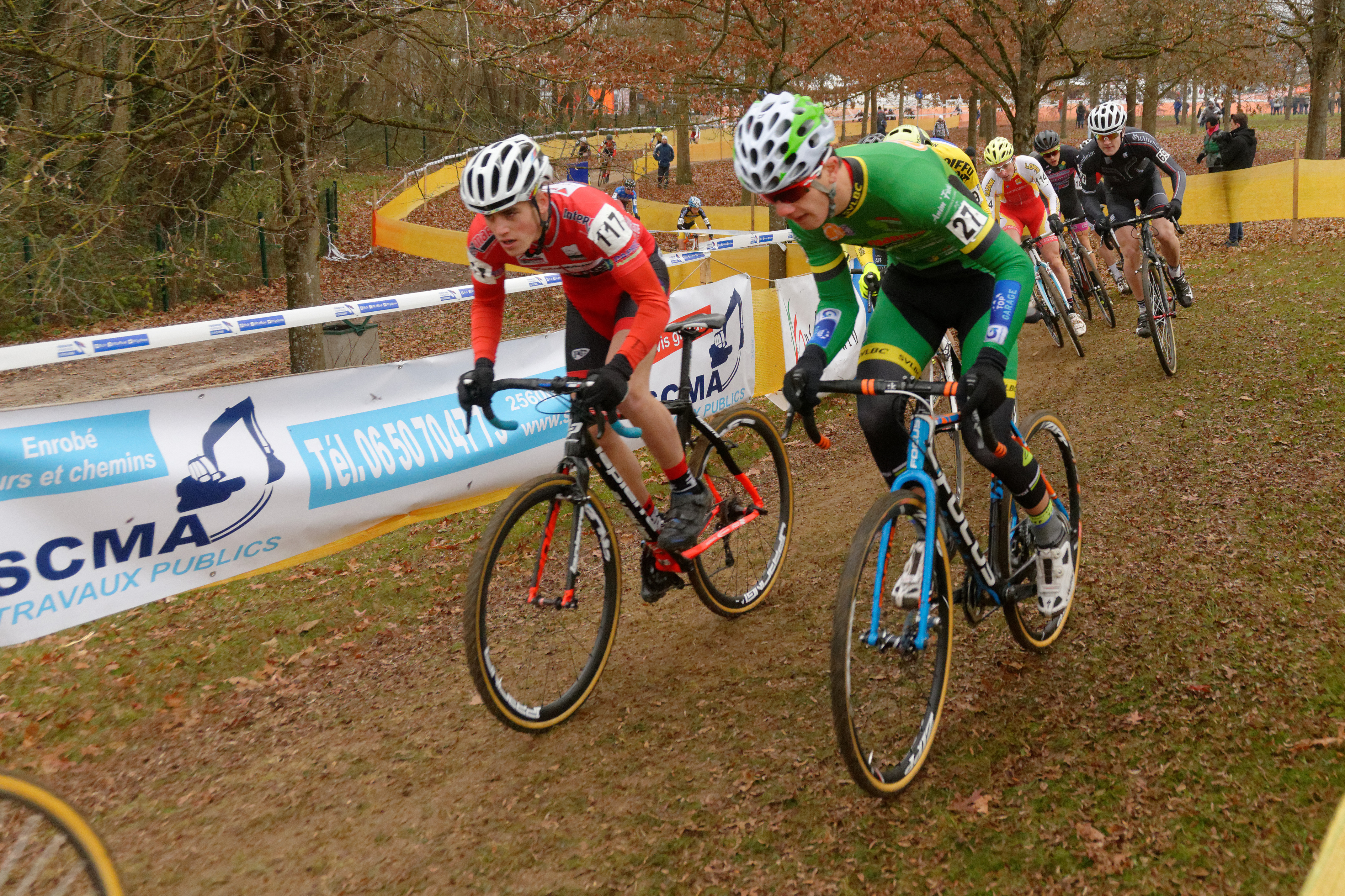
Szene vom Renngeschehen 2016

Der Grand Prix Nommay ist ein französisches Cyclocrossrennen.

## Geschichte

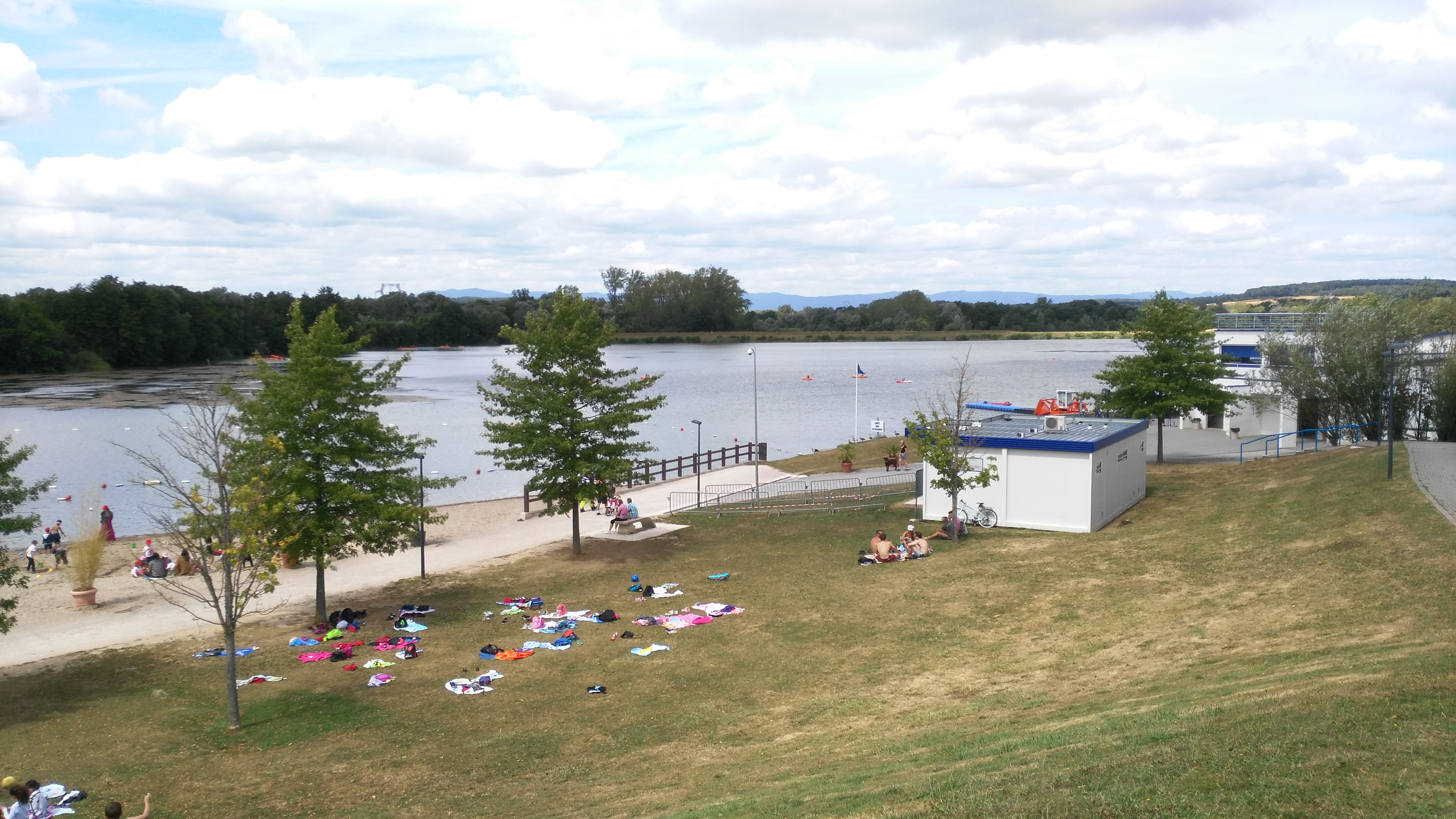
Schauplatz des Geschehens sind die ehemaligen Kiesteiche zwischen Nommay und Brognard.

Der Wettbewerb wird seit 1978 in Nommay ausgetragen. Verantwortlich zeichnen das CCINO (Cyclo-cross international de Nommay Organisation) unter Leitung des ehemaligen Rennfahrers Denis Mercier. Anfangs als regionaler Wettbewerb ausgetragen, erhielt er ab der 10. Ausgabe Unterstützung durch einen örtlichen Unternehmer und zog auch ausländische Fahrer an. Mit der erstmaligen Aufnahme in die Challenge National 1993 kam er als C2-Cross in den internationalen Kalender. Dreimal wurden hier zudem nationale Meisterschaften organisiert (1998, 2003 und 2013). Seit 2007 ist der Schauplatz an den Badeseen entlang des Canal de la Haute-Saône, die eigentlich zur Nachbargemeinde Brognard gehören; zuvor fand der Cross in den oberen Ortslagen von Nommay statt (⊙). Der Ortswechsel führte indes zum kurzfristigen Ausschluss vom Weltcup, da die Änderung nicht mit der UCI abgesprochen worden war; im UCI-Cyclocross-Weltcup 2007/08 nahm Liévin den Platz von Nommay ein.
Seine internationale Bekanntheit verdankt der Cyclocross von Nommay vor allem der Austragung von Weltcuprennen. Zwischen 1996 und 2020 war der UCI-Cyclocross-Weltcup zwölfmal in Nommay zu Gast, womit er mit Abstand die häufigste französische Austragungsstätte von Weltcups ist. Siebenmal gehörte das Rennen zur Challenge National bzw. Coupe de France (1993, 1994, 1995, 2000, 2005, 2016, 2022, 2024). Die Ausgaben von 2022 und 2024 fanden gemäß dem neuen Modus der Coupe de France zweimal an aufeinanderfolgenden Tagen statt.
Der Termin des Rennens wechselte öfters zwischen Dezember und Januar. Inklusive der französischen Meisterschaften wurde von 1978 bis 2015 in jeder Saison ein Rennen organisiert. Seit der Saison 2015/2016 findet der Cross etwa alle zwei Jahre statt. Im Januar 2022 war Nommay für die Ausrichtung einer Europacup-Runde vorgesehen, einer Nachwuchsveranstaltung; diese fiel der Corona-Pandemie zum Opfer.

## Siegerliste
In der folgenden Liste sind die Sieger der Austragungen im internationalen Kalender seit 1993 aufgeführt. Eine komplette Liste aller Podiums bis 2008 findet sich auf der Website der Organisatoren. Die Weltcup-Ausgaben sind als solche gekennzeichnet.

### Männer
- 1993 (Nov):  David Pagnier
- 1994 (Nov):  Emmanuel Magnien
- 1995 (Dez):  Mike Kluge
- 1996 (Dez):  Richard Groenendaal (Weltcup)

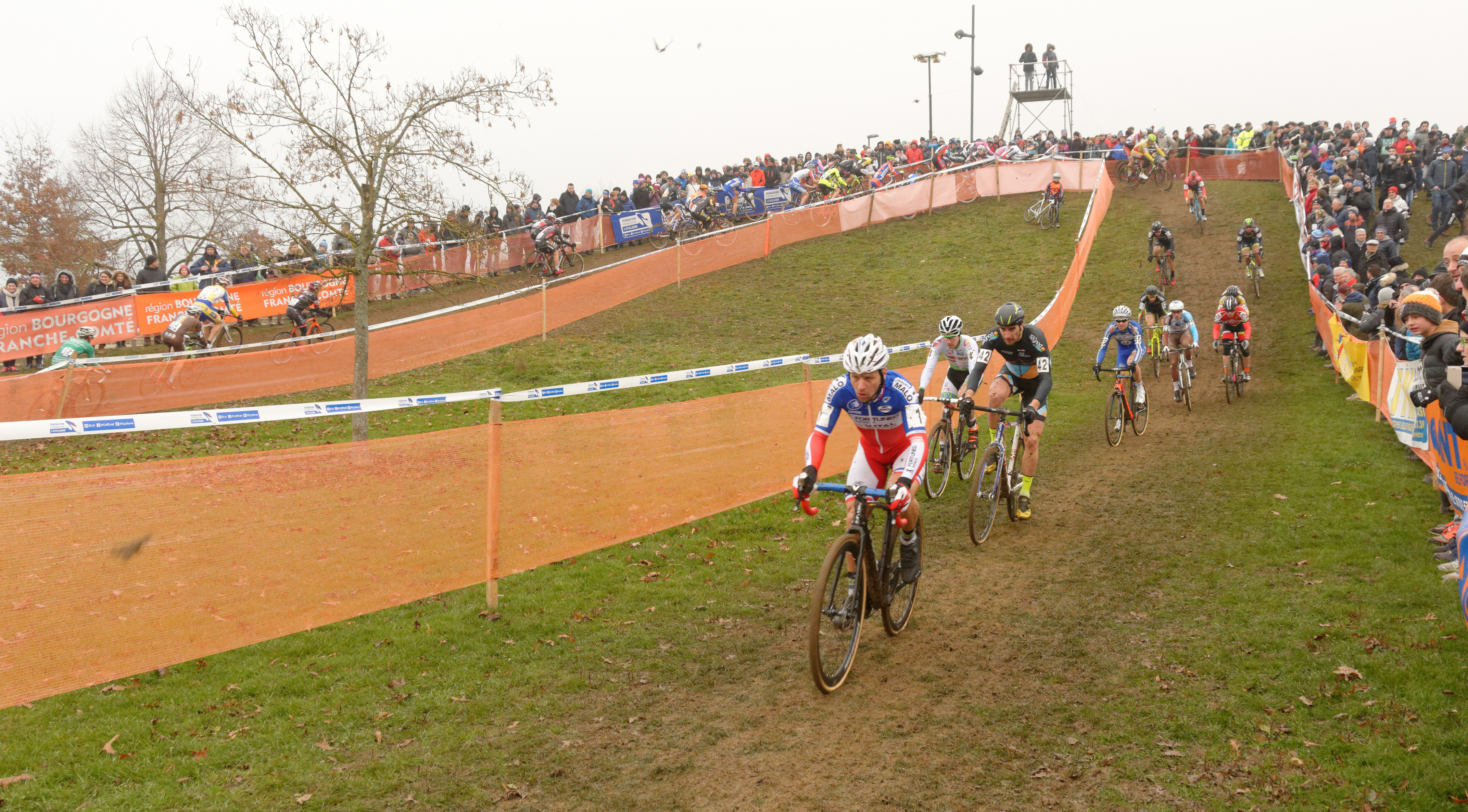
Der französische Meister Francis Mourey, hier an der Spitze des Rennens 2016, gewann vier Ausgaben.

- 1997: nicht ausgetragen (frz. Meisterschaften)
- 1999 (Jan):  Adrie van der Poel (Weltcup)
- 2000 (Jan):  Daniele Pontoni (Weltcup)
- 2000 (Nov):  Régis Duros
- 2002 (Jan):  Erwin Vervecken (Weltcup)
- 2003: nicht ausgetragen (frz. Meisterschaften)
- 2004 (Jan):  Bart Wellens (Weltcup)
- 2005 (Jan):  Sven Nys (Weltcup)
- 2005 (Dez):  Francis Mourey
- 2007 (Jan):  Sven Nys (Weltcup)
- 2007 (Dez):  Francis Mourey
- 2008 (Dez):  Lars Boom (Weltcup)
- 2009 (Nov):  Niels Albert (Weltcup)
- 2010 (Nov):  Nicolas Bazin
- 2011 (Nov):  Francis Mourey
- 2012: nicht ausgetragen (frz. Meisterschaften)
- 2014 (Jan):  Tom Meeusen (Weltcup)
- 2015 (Jan):  Francis Mourey
- 2016 (Dez):  Clément Venturini
- 2018 (Jan):  Mathieu van der Poel (Weltcup)
- 2020 (Jan):  Eli Iserbyt (Weltcup)
- 2022 (Jan): abgesagt (Corona-Pandemie)
- 2022 (22. Okt):  Gerben Kuypers
- 2022 (23. Okt):  Gerben Kuypers
- 2024 (19. Okt):  Loris Rouiller
- 2024 (20. Okt):  Loris Rouiller

### Frauen
- 2000 (Nov):  Laurence Leboucher
- 2002 (Jan): nicht ausgetragen
- 2003: nicht ausgetragen (frz. Meisterschaften)
- 2004 (Jan):  Hanka Kupfernagel (Weltcup)
- 2005 (Jan):  Hanka Kupfernagel (Weltcup)
- 2005 (Dez):  Maryline Salvetat
- 2007 (Jan):  Laurence Leboucher (Weltcup)
- 2007 (Dez):  Pavla Havlíková
- 2008 (Dez):  Katherine Compton (Weltcup)
- 2009 (Nov):  Katherine Compton (Weltcup)
- 2010 (Nov):  Hanka Kupfernagel
- 2011 (Nov):  Lucie Chainel-Lefèvre
- 2012: nicht ausgetragen (frz. Meisterschaften)
- 2014 (Jan):  Marianne Vos (Weltcup)
- 2015 (Jan):  Lucie Chainel-Lefèvre
- 2016 (Dez):  Hélène Clauzel
- 2018 (Jan):  Katherine Compton (Weltcup)
- 2020 (Jan):  Annemarie Worst (Weltcup)
- 2022 (Jan): abgesagt (Corona-Pandemie)
- 2022 (22. Okt):  Clara Honsinger
- 2022 (23. Okt):  Clara Honsinger
- 2024 (19. Okt):  Marie Schreiber
- 2024 (20. Okt):  Marie Schreiber

### Meisterschaften
Folgende Athleten gewannen die französischen Meisterschaften bei Austragungen in Nommay:
- 1998: Christophe Mengin / kein Frauenrennen
- 2003: Dominique Arnould / Laurence Leboucher
- 2013: Francis Mourey / Lucie Chainel-Lefèvre